# Жан-Франсуа Дандріє
Жан-Франсуа Дандріє (фр. Jean-François Dandrieu, 1668, Париж — 17 січня 1738, Париж) — французький композитор, клавесиніст, органіст.

## Біографічні дані

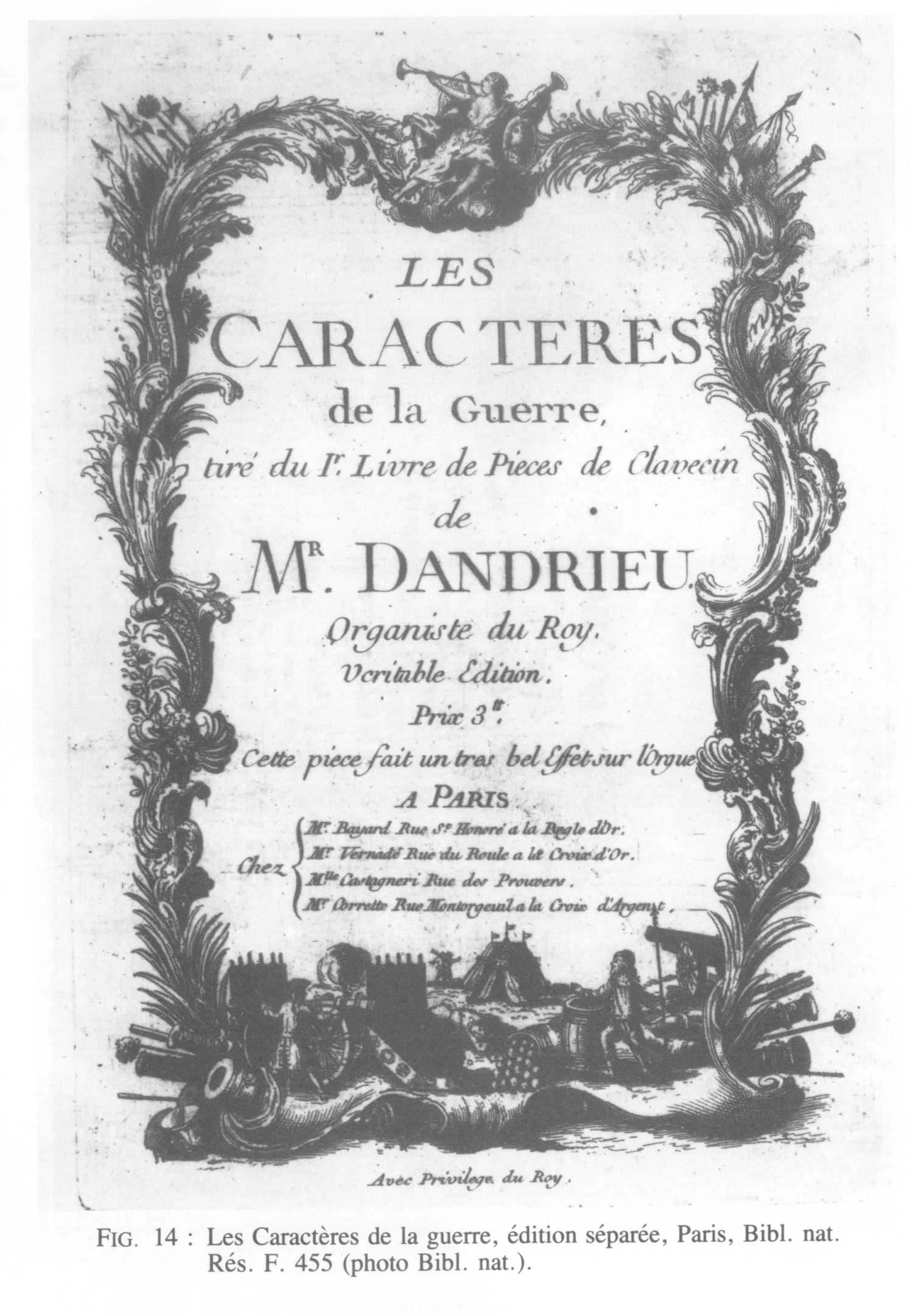
Жан-Франсуа Дандріє: Герої війни

Народився в сім'ї мистців і музикантів з Анже. У віці п’яти років грав на клавесині перед принцесою Палатіною, герцогинею Орлеанською, при дворі Людовика XIV. Він був також органістом у церкві Святого Варфоломія, тепер зруйнованій, на острові Сіте, де змінив свого дядька П'єра Дандріє (1664-1733), священика і органіста, який опублікував близько 1714 книг гімнів для органу і клавесину. Його сестра Жанна-Франсуаза зайняла цю посаду після нього.
У 1718 році опублікував трактат «Принципи акомпанементу на клавесині» фр. Principes de l'Acompagnement du Clavecin, важливу роботу для ознайомлення з музичною практикою епохи, і вознісся в 1721 році на один з постів органіста королівської каплиці (фр. la Chapelle Royale) (його наступником на цьому пості був Луї-Клод Дакен).

## Твори
Твори Жана-Франсуа Дандріє включають:
- тріо-сонати (1705);
- три книги для клавесина під назвою "Юність" (1705);
- сонати для скрипки (1710);
- «Герої війни» (фр. "Les caractères de la guerre"), концерт (1718);
- «Принципи акомпанементу на клавесині» (фр. "Principes de l'Acompagnement du Clavecin")(1718);
- три книги п'єс для клавесина (1724, 1728, 1734);
- «Перша книга п'єс для органу», підготовлена незадовго до смерті і опублікована на початку 1739 року.
- Другий том був опублікований під його ім'ям, але видався більш ніж двадцять років після його смерті, в 1759 році, ймовірно, за сприяння його сестри, під назвою «Різдво, Сини, Пісні святого Жака, Stabat Mater і Куранти ... для органа і клавесину» (фр. "Noëls, O Filii, Chansons de saint Jacques, Stabat Mater et Carillons… pour l’orgue et le clavecin"). Ця колекція з'явиться у вигляді нового видання тому колядок П'єра Дандріє, які його племінник скоротив, переписав і закінчив, щоб надати їм більше балансу і однорідністі. Це, можливо, було зроблено більше для особистого користування, ніж для доставки до друку.

Композитор зазначає у своєму вступі-огляді, що перша книга: «складається з шести сюїт в різних тональностях, половина з яких мажорні, половина — мінорні. Кожний номер починається з оферторія, після якого йде багато окремих п'єс, і закінчується магніфікатом в тій самій тональності». Цими творами Дандріє вписується у велику традицію літургічного органу, в час, коли органна музика втратила свій початковий вигляд, щоб стати більш самостійною і декоративною. «Складність написання органних творів полягає в тому, що вони мають бути гідними величності місця, де будуть виконуватися на інструменті і співати хвалу Богу. Через це я довго не наважувався взятися за цю роботу. Але врешті-решт так, як це стосується обслуговування вівтаря, я вирішив взятися за цю роботу якнайретельніше, скільки в моїх силах».
Клавесинний стиль Дандріє, елегантний і простий, дуже близький до Куперена, із використанням контрапункту, іноді наближається до німецького. У своїх творах він відкидає прийнятий набір танців на користь «п'єс з характером» з красномовними назвами.